# Lewandowski Point
Der Lewandowski Point ist eine schroffe, teilweise eisfreie Landspitze an der Scott-Küste des ostantarktischen Viktorialands. Sie markiert die Südseite des Mündungsgebiets des Clarke-Gletschers in das Rossmeer. 
Der United States Geological Survey kartierte sie anhand eigener Vermessungen und mithilfe von Luftaufnahmen der United States Navy aus den Jahren von 1957 bis 1962. Das Advisory Committee on Antarctic Names benannte sie 1968 nach John R. Lewandowski (1932–2004), mit kurzer Unterbrechung leitender Elektroingenieur der McMurdo-Station von 1965 bis 1967.